# Canton de Cassagnes-Bégonhès
Le canton de Cassagnes-Bégonhès est une ancienne division administrative française située dans le département de l'Aveyron et la région Midi-Pyrénées.

## Géographie
Ce canton était organisé autour de Cassagnes-Bégonhès dans l'arrondissement de Rodez. Son altitude variait de 394 m à Sainte-Juliette-sur-Viaur (vallée du Viaur) à 978 m à Arvieu (Bonneviale).

## Histoire
- De 1833 à 1848, les cantons de Cassagnes-Bégonhès et de Réquista avaient le même conseiller général. Le nombre de conseillers généraux était limité à 30 par département[1].

## Représentation

### Conseillers généraux de 1833 à 2015
| Période | Période      | Identité                                     | Étiquette     | Qualité                                                                             |
| ------- | ------------ | -------------------------------------------- | ------------- | ----------------------------------------------------------------------------------- |
| 1833    | 1839         | Antoine François Marie Laur aîné (1784-1871) |               | Juge de paix à Cassagnes puis à Linars (Le Truel)                                   |
| 1839    | 1848         | Hippolyte de Barrau                          |               | Ancien officier Propriétaire à Rodez, maire de Salmiech                             |
| 1848    | 1852         | Eugène de Barrau                             | Légitimiste   | Avocat à Rodez, propriétaire à Salmiech                                             |
| 1852    | 1856         | Adolphe de Barrau                            |               | Docteur en médecine à Rodez, propriétaire à Salmiech                                |
| 1856    | 1867 (décès) | Théophile Bonnefous (1803-1867)              | Républicain   | Avocat et juge de paix à Rodez, propriétaire à Auriac-Lagast                        |
| 1867    | 1880         | Maurice Mignonac                             | Droite        | Maire et notaire de Comps-la-Grand-Ville (1853-1884)                                |
| 1880    | 1891 (décès) | Emile Fabre                                  | Républicain   | Médecin à Salmiech                                                                  |
| 1892    | 1898         | Léonard Bonnefous (1848-?)                   | Républicain   | Procureur à Marvejols, propriétaire à Auriac-Lagast, conseiller d'arrondissement    |
| 1898    | 1927 (décès) | Émile Vernhes                                | Conservateur  | Médecin - Maire de Salmiech                                                         |
| 1927    | 1934         | Achille Destours                             | URD           | Pharmacien Maire de Salmiech                                                        |
| 1934    | 1940         | Alphonse de Rudelle (1882-1956)              | Conservateur  | Médecin, maire de Cassagnes-Bégonhès (1919-1944)                                    |
|         |              |                                              |               |                                                                                     |
| 1943    | 1945         | Pierre Fabre                                 |               | Conseiller municipal de Comps-la-Grand-Ville Nommé conseiller départemental en 1943 |
|         |              |                                              |               |                                                                                     |
| 1945    | 1976         | Léopold Destours                             | MRP puis CNIP | Vétérinaire Maire de Cassagnes-Bégonhès (1965-1989)                                 |
| 1976    | 1982         | Henri Jaudon                                 | DVG           | Exploitant agricole - Maire de Salmiech (1956-1989)                                 |
| 1982    | 2008         | Bernard Destours                             | RPR puis UMP  | Médecin à Salmiech                                                                  |
| 2008    | 2015         | Régis Cailhol                                | PS            | Conseiller régional, agriculteur-propriétaire à Cassagnes-Bégonhès                  |

### Résultats électoraux détaillés
- Élections cantonales de 2001 : Bernard Destours (RPR) est élu au premier tour avec 59,28 % des suffrages exprimés, devant Jean-Paul Soulie (Divers droite) (18,13 %), Jacques Genieys (Divers gauche) (13,12 %) et Henri Galtier (VEC) (9,48 %). Le taux de participation est de 88,18 % (4 000 votants sur 4 536 inscrits)[7].
- Élections cantonales de 2008 : Régis Cailhol (PS) est élu au second tour avec 43,52 % des suffrages exprimés, devant Christian Vergnes (Divers gauche) (33,23 %) et Raymond  Vayssettes  (Divers droite) (23,25 %). Le taux de participation est de 80,43 % (3 702 votants sur 4 603 inscrits)[8].

### Conseillers d'arrondissement (de 1833 à 1940)
| Période                                  | Période | Identité                        | Étiquette    | Qualité |
| ---------------------------------------- | ------- | ------------------------------- | ------------ | --- |
| 1833                                     | 18..    | Bernard Batut                   |              | Avoué à Rodez                                                                                               |
| 18..                                     | 1836    | M. de Bonald                    |              | |
| 1836                                     | 1842    | Jean André Bousquet             |              | Avocat, propriétaire, maire de Calmont (1835-1840)                                                          |
|                                          |         |                                 |              | |
| 1848                                     | 1852    | Hippolyte Bonnefous (1819-1902) |              | Avocat, maire d'Arvieu (de 1848 à 1851 et de 1865 à 1879)                                                   |
| 1852                                     | 1855    | M. Brouillet                    |              | Médecin |
| 1855                                     | 1867    | Jean-François Enjalbert         |              | Maire de Calmont (1848-1867)                                                                                |
| 1867                                     | 1874    | Séverin Cornet                  |              | |
| 1874                                     | 1883    | M. Izard                        |              | Géomètre expert à Calmont                                                                                   |
| 1883                                     | 1892    | Léonard Bonnefous               | Républicain  | Juge à Rodez, propriétaire à Auriac-Lagast, Président du Conseil d'arrondissement                           |
| 1892                                     | 1907    | Albert Boudou                   |              | Propriétaire, maire de Sainte-Juliette-sur-Viaur de 1881 à 1909                                             |
| 1907                                     | 1940    | Henri Canitrot                  | Conservateur | Notaire, maire de Calmont de 1919 à 1925, Président du Conseil d'arrondissement                             |
| 1940                                     |         |                                 |              | Les conseils d'arrondissement ont été suspendus par la loi du 12 octobre 1940 et n'ont jamais été réactivés |
| Les données manquantes sont à compléter. |         |                                 |              | |

## Composition
Le canton de Cassagnes-Bégonhès regroupait sept communes et comptait 5 622 habitants (recensement de 2006 sans doubles comptes).
| Communes                  | Population (2012) | Code postal | Code Insee |
| ------------------------- | ----------------- | ----------- | ---------- |
| Arvieu                    | 880               | 12120       | 12011      |
| Auriac-Lagast             | 280               | 12120       | 12015      |
| Calmont                   | 1 582             | 12450       | 12043      |
| Cassagnes-Bégonhès        | 982               | 12120       | 12057      |
| Comps-la-Grand-Ville      | 426               | 12120       | 12073      |
| Sainte-Juliette-sur-Viaur | 441               | 12120       | 12234      |
| Salmiech                  | 728               | 12120       | 12255      |

## Démographie
| 1962  | 1968  | 1975  | 1982  | 1990  | 1999  | 2006  | 2011  | 2012  |
| ----- | ----- | ----- | ----- | ----- | ----- | ----- | ----- | ----- |
| 6 520 | 6 176 | 5 612 | 5 453 | 5 313 | 5 319 | 5 622 | 5 793 | 5 774 |